# Indianapolis 500 in 1998
De 82e Indianapolis 500 werd gereden op zondag 24 mei 1998. Het was de derde keer dat de race op de kalender stond van het Indy Racing League kampioenschap en het was de derde race uit de IndyCar Series van 1998. Het was de eerste keer dat de Indy Racing League de race zelf organiseerde, nadat de races van 1996 en 1997 nog georganiseerd werden door de USAC. Amerikaans coureur Eddie Cheever won de race met een wagen van zijn eigen Team Cheever.

## Startgrid
Billy Boat won de poleposition. Eliseo Salazar, Claude Bourbonnais, Joe Gosek, Hideshi Matsuda, Scott Harrington, Dan Drinan, Paul Durant en Lyn St. James konden zich niet kwalificeren voor de race.
| Rij | Binnen           | Midden         | Buiten           |
| --- | ---------------- | -------------- | ---------------- |
| 1   | Billy Boat       | Greg Ray       | Kenny Bräck      |
| 2   | Tony Stewart     | Robbie Buhl    | Sam Schmidt      |
| 3   | Scott Sharp      | Davey Hamilton | Roberto Guerrero |
| 4   | Scott Goodyear   | Buddy Lazier   | Mark Dismore     |
| 5   | J.J. Yeley       | Marco Greco    | Jack Miller      |
| 6   | John Paul Jr.    | Eddie Cheever  | Buzz Calkins     |
| 7   | Andy Michner     | Jim Guthrie    | Robby Unser      |
| 8   | Jack Hewitt      | Steve Knapp    | Donnie Beechler  |
| 9   | Johnny Unser     | Jimmy Kite     | Jeff Ward        |
| 10  | Arie Luyendyk    | Stan Wattles   | Raul Boesel      |
| 11  | Stéphan Grégoire | Mike Groff     | Billy Roe        |

## Race
In de 48e ronde was er een crash waarbij vijf coureurs moesten opgeven. Tien coureurs reden tijdens de race aan de leiding. Eddie Cheever, die meer dan tien jaar in de Formule 1 had gereden maar nooit een Grand Prix had gewonnen, kwam in de 178e ronde aan de leiding en won de belangrijkste race uit zijn carrière.
| #                                                                             | Coureur             | Auto                 | Team                   | Ronden | Opgave     |
| ----------------------------------------------------------------------------- | ------------------- | -------------------- | ---------------------- | ------ | ---------- |
| 1                                                                             | Eddie Cheever       | Dallara-Aurora       | Team Cheever           | 200    |            |
| 2                                                                             | Buddy Lazier        | Dallara-Aurora       | Hemelgarn Racing       | 200    |            |
| 3                                                                             | Steve Knapp (R)     | G-Force-Aurora       | ISM Racing             | 200    |            |
| 4                                                                             | Davey Hamilton      | G-Force-Aurora       | Nienhouse Motorsports  | 199    |            |
| 5                                                                             | Robby Unser (R)     | Dallara-Aurora       | Team Cheever           | 198    |            |
| 6                                                                             | Kenny Bräck         | Dallara-Aurora       | A.J. Foyt Enterprises  | 198    |            |
| 7                                                                             | John Paul Jr.       | Dallara-Aurora       | Pelfrey Racing         | 197    |            |
| 8                                                                             | Andy Michner (R)    | Dallara-Aurora       | Chitwood Motorsports   | 197    |            |
| 9                                                                             | J.J. Yeley (R)      | Dallara-Aurora       | Sinden Racing Services | 197    |            |
| 10                                                                            | Buzz Calkins        | G-Force-Aurora       | Bradley Motorsports    | 195    |            |
| 11                                                                            | Jimmy Kite (R)      | Dallara-Aurora       | Team Scandia           | 195    |            |
| 12                                                                            | Jack Hewitt (R)     | G-Force-Aurora       | PDM Racing             | 195    |            |
| 13                                                                            | Jeff Ward           | G-Force-Aurora       | ISM Racing             | 194    |            |
| 14                                                                            | Marco Greco         | G-Force-Aurora       | Phoenix Racing         | 183    | Mechanisch |
| 15                                                                            | Mike Groff          | G-Force-Aurora       | Byrd/Cunningham Racing | 183    |            |
| 16                                                                            | Scott Sharp         | Dallara-Aurora       | Kelley Racing          | 181    | Mechanisch |
| 17                                                                            | Stéphan Grégoire    | G-Force-Aurora       | Chastain Motorsports   | 172    |            |
| 18                                                                            | Greg Ray            | Dallara-Aurora       | Knapp Motorsports      | 167    | Mechanisch |
| 19                                                                            | Raul Boesel         | G-Force-Infiniti     | McCormack Motorsports  | 164    |            |
| 20                                                                            | Arie Luyendyk       | G-Force-Aurora       | Treadway Racing        | 151    | Mechanisch |
| 21                                                                            | Jack Miller         | Dallara-Infiniti     | Sinden Racing Services | 128    |            |
| 22                                                                            | Roberto Guerrero    | Dallara-Aurora       | Pagan Racing           | 125    |            |
| 23                                                                            | Billy Boat          | Dallara-Aurora       | A.J. Foyt Enterprises  | 111    | Mechanisch |
| 24                                                                            | Scott Goodyear      | G-Force-Aurora       | Panther Racing         | 100    | Mechanisch |
| 25                                                                            | Johnny Unser        | Dallara-Aurora       | Hemelgarn Racing       | 98     | Mechanisch |
| 26                                                                            | Sam Schmidt         | Dallara-Aurora       | LP Racing              | 48     | Ongeval    |
| 27                                                                            | Mark Dismore        | Dallara-Aurora       | Kelley Racing          | 48     | Ongeval    |
| 28                                                                            | Stan Wattles (R)    | Riley & Scott-Aurora | Metro Racing           | 48     | Ongeval    |
| 29                                                                            | Jim Guthrie         | G-Force-Aurora       | ISM Racing             | 48     | Ongeval    |
| 30                                                                            | Billy Roe           | Dallara-Aurora       | Team Scandia           | 48     | Ongeval    |
| 31                                                                            | Robbie Buhl         | Dallara-Aurora       | Team Menard            | 44     | Mechanisch |
| 32                                                                            | Donnie Beechler (R) | G-Force-Aurora       | Cahill Racing          | 34     | Mechanisch |
| 33                                                                            | Tony Stewart        | Dallara-Aurora       | Team Menard            | 22     | Mechanisch |
| Gemiddelde snelheid : 233,604 km/h - Snelste ronde : Tony Stewart, 345,6 km/h |                     |                      |                        |        |            |
| Aantal neutralisaties : 12 (61 van de 200 ronden in totaal)                   |                     |                      |                        |        |            |